# Kościół partykularny
Kościół partykularny (nazywany także kościołem lokalnym lub miejscowym) – termin stosowany przez katolickie prawo kanoniczne jako synonim diecezji/archidiecezji.
Termin kościół partykularny związany jest ze znaczeniem diecezji jako wspólnoty ochrzczonych wiernych, pozostających pod władzą biskupa miejsca. Natomiast termin diecezja wiąże się głównie z terytorium kanonicznym, na którym mieszkają członkowie kościoła partykularnego i które pozostaje pod administracją biskupa tegoż kościoła.
W Kościele Katolickim możliwe jest wymienne stosowanie nazw "oddiecezjalnych" i "odkościelnych". Na przykład diecezja rzymska zwana jest dość często Świętym Kościołem Rzymskim, a arcybiskup metropolita gnieźnieński zwany był w dobie staropolskiej arcybiskupem Świętego Kościoła Gnieźnieńskiego.
W Kościele partykularnym istnieją i współpracują ze sobą organizmy wspólnotowe „in cornmiunione” od najmniejszej, jaką jest rodzina przez wszelkiego rodzaju stowarzyszenia, rodziny zakonne, parafie itp. tworząc żywy organizm Kościoła lokalnego. Jego struktura nie stanowi zsumowania części składowych, ale wspólnotę wspólnot często odrębnych co do charakteru i wielkości, jednak zazębiających się, współistniejących, a niejednokrotnie przenikających wzajemnie. 